# Кременчук
Кременчук (на украински: Кременчук; на руски: Кременчуг) е град в Полтавска област, в централната част на Украйна. Градът е административен център на Кременчукски район (но не влиза в неговия състав). Кмет на града е Виталий Малецкий. Състои се от два района – Автозаводски и Крюковски. Разположен е на река Днепър.
Общата площ на града е 109,6 km². Има население от 221 251 жители (2018). Кременчукската агломерация е една от десетте най-големи в Украйна с население около 460 000 души.
Основан е през 1571 г., а получава статут на град през 1649 г.